# JCSAT-110R/BSAT-3c
O JCSAT-110R/BSAT-3c é um satélite de comunicação geoestacionário japonês construído pela Lockheed Martin que está localizado na posição orbital de 110 graus de longitude leste e é operado em parceria pelas empresas japonesas Broadcasting Satellite System Corporation (B-SAT) e SKY Perfect JSAT Corporation. O satélite foi baseado na plataforma A2100A e sua vida útil estimada é de 15 anos.

## História
A Lockheed Martin foi premiada em dezembro de 2008 com um contrato feito pelas empresas Broadcasting Satellite System Corporation (B-SAT) e SKY Perfect JSAT Corporation do Japão para construir seu próximo satélite geoestacionário de radiodifusão e telecomunicações. Designado de BSAT-3c/JCSAT-110R.
O BSAT-3c/JCSAT-110R tem duas cargas de banda Ku independentes, uma com 12 canais de transmissão diretos e 12 canais de comunicação diretos fixos com uplink e downlink com cobertura sobre o Japão.

## Lançamento
O satélite foi lançado ao espaço com sucesso no dia 6 de agosto de 2011, às 22:52 UTC, por meio de um veículo Ariane 5 ECA, lançado a partir do Centro Espacial de Kourou, na Guiana Francesa, juntamente com o satélite Astra 1N. Ele tinha uma massa de lançamento de 2.910 kg.

## Capacidade e cobertura
O JCSAT-110R/BSAT-3c está equipado com 24 transponders de banda Ku ativos para fornecer links diretos de transmissão de TV para todo o Japão.